# ヘリアンフォラ属
ヘリアンフォラ属（Heliamphora）は、サラセニア科に所属する植物の1属である。口が大きく開いた筒状の葉を付ける食虫植物であり、その点でサラセニアによく似るが、蓋がごく小さいのが特徴である。南アメリカ北部にあるギアナ高地のみに分布し、多くの種が知られる。

## 特徴

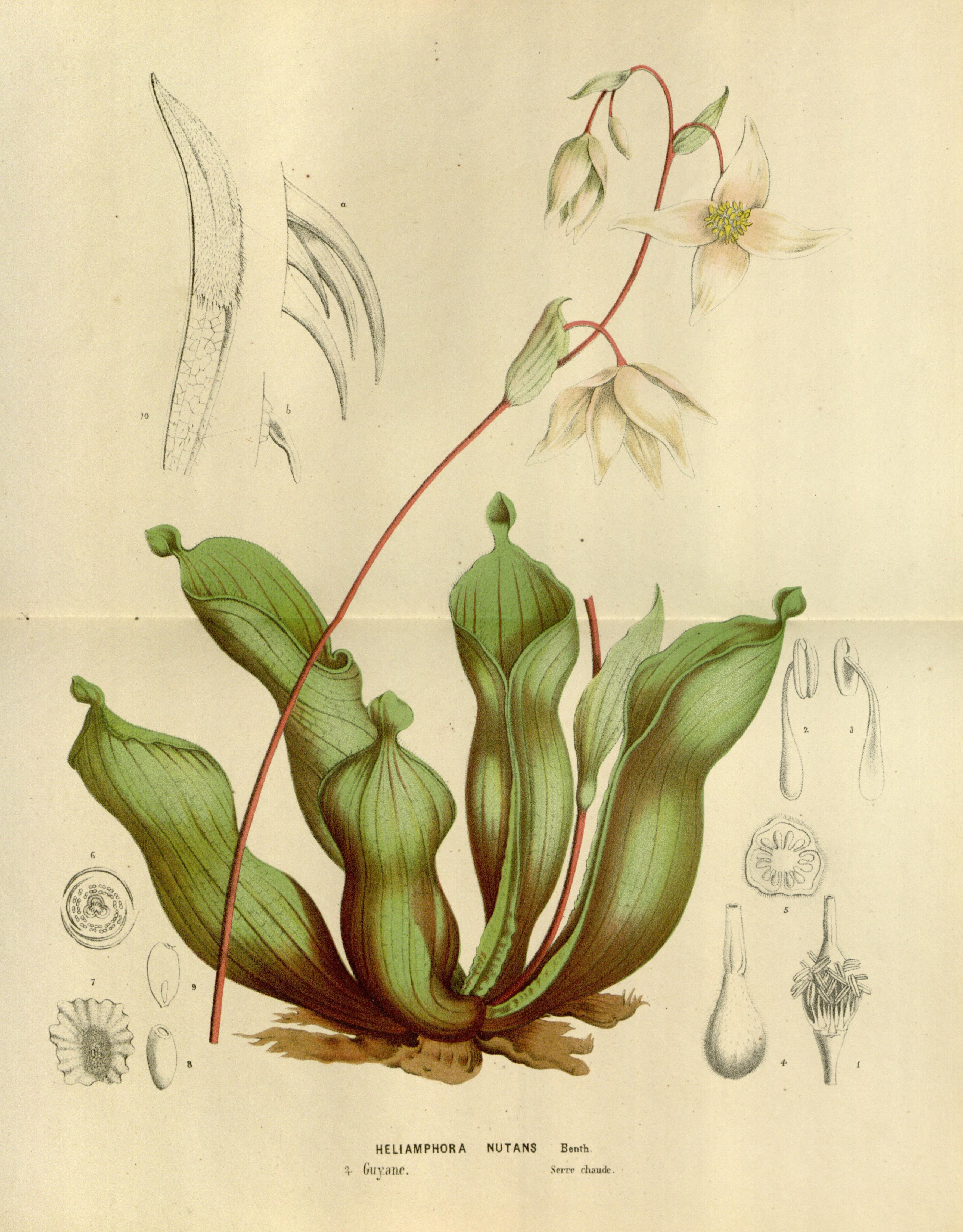
図版（ヌタンス H. nutans）

根茎からロウト状の葉を出す草本。根茎はダーリングトニアに似ており、そこから根出葉をロゼット状に出す。根はやや肉質でもろく、発達が悪い。茎が立ち上がるものもあり、 H. tatei は立ち上がった茎に葉をつけ、全体で2mに達するものもある。
花茎は根茎から出て立ち上がり、先端に総状花序をつける。花柄の基部には苞があり、花序は数花を含む。花には4-6枚の卵形の弁があるが、これは萼であり、真の花弁はない。花色は普通は白。雄蘂は多数あり、子房は3室で柱頭は単独。種子は細かくて円盤状でフロートを持ち、水に浮いて散布されるのに適している。なお、花は1週間以上も咲き続ける。

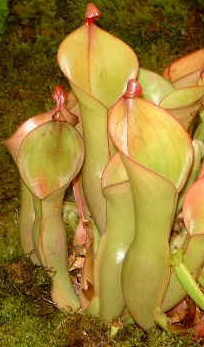
捕虫葉 ヌタンス(H. nutans)
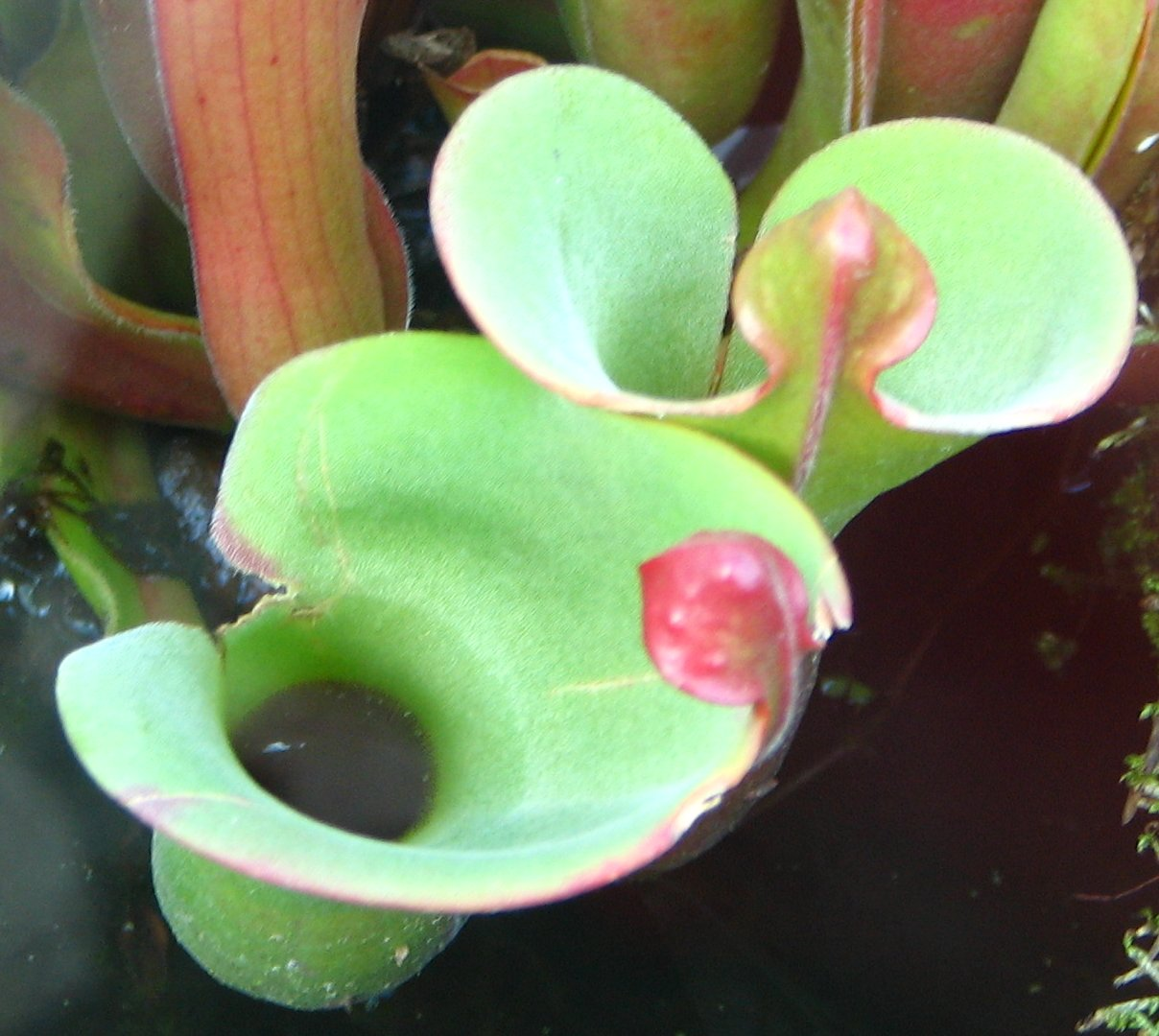
捕虫葉の入り口と小さな蓋 以下、同上
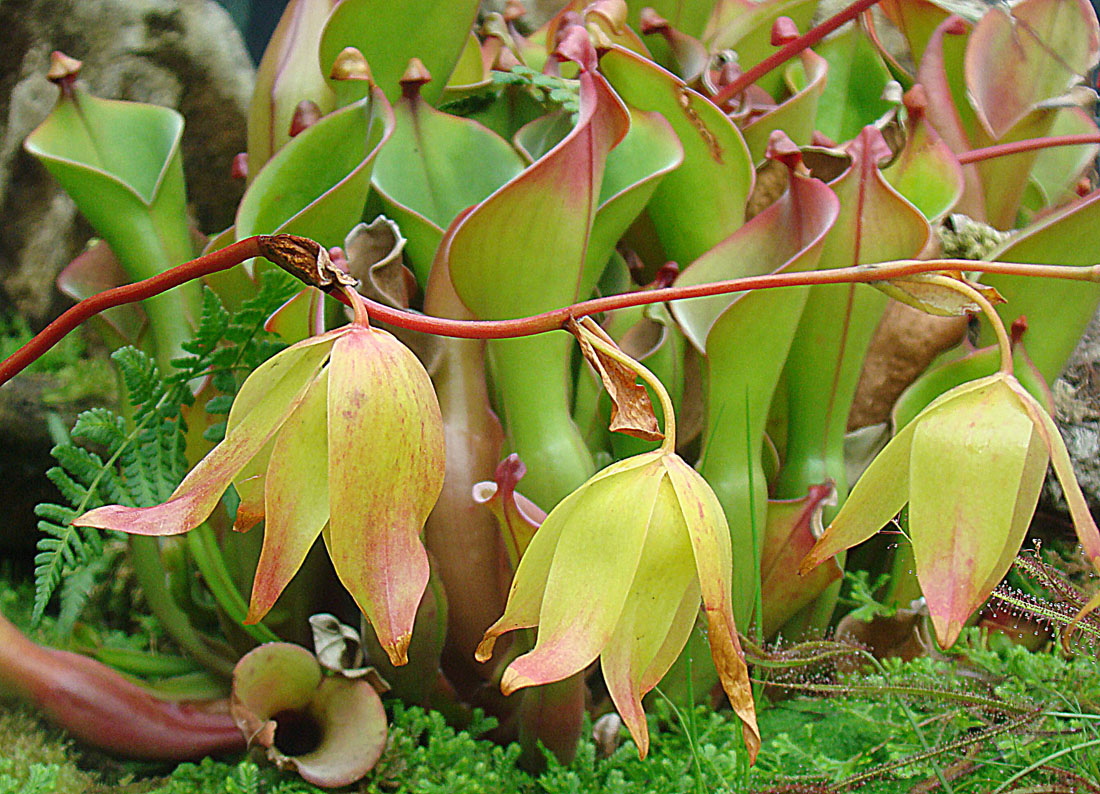
花序
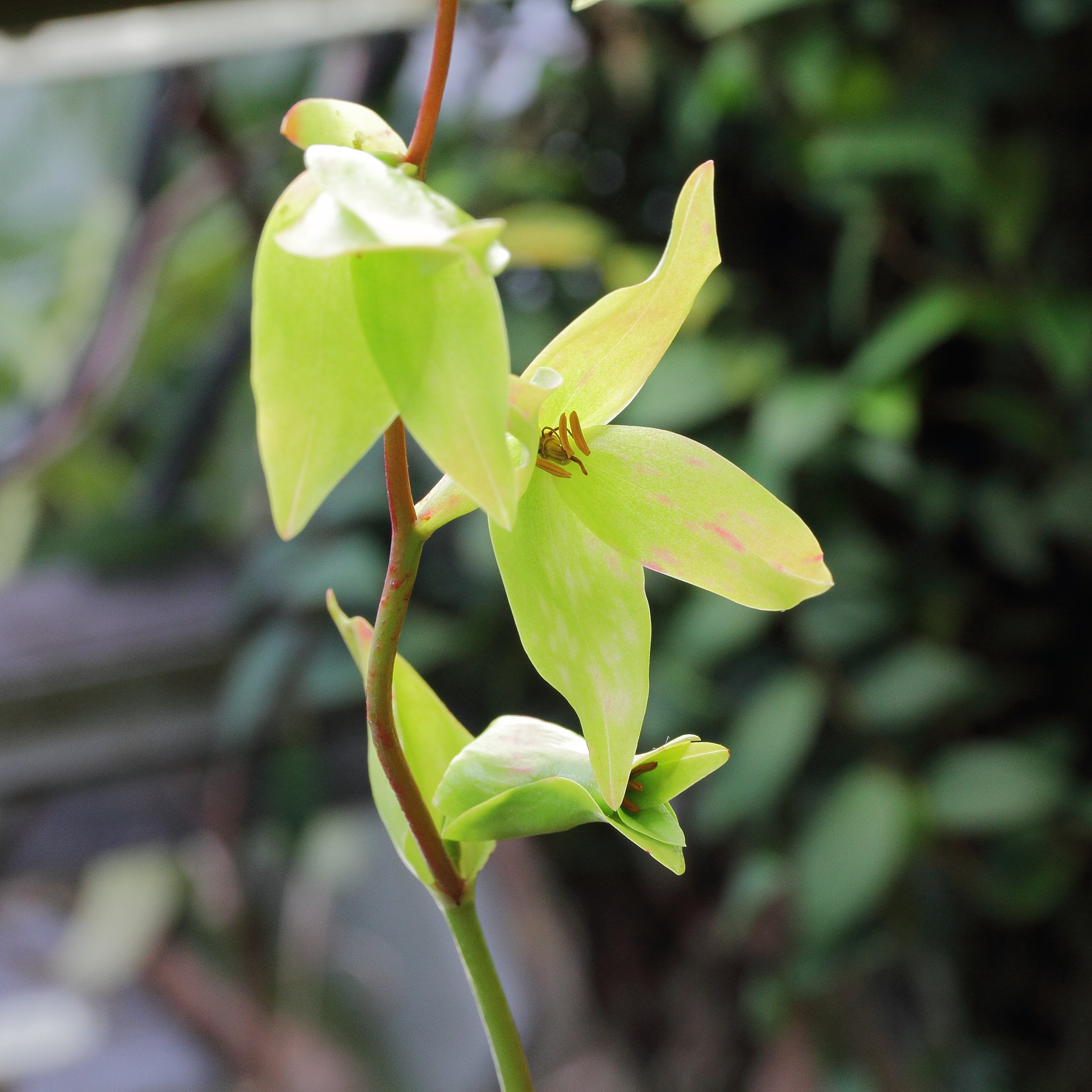
花の内部
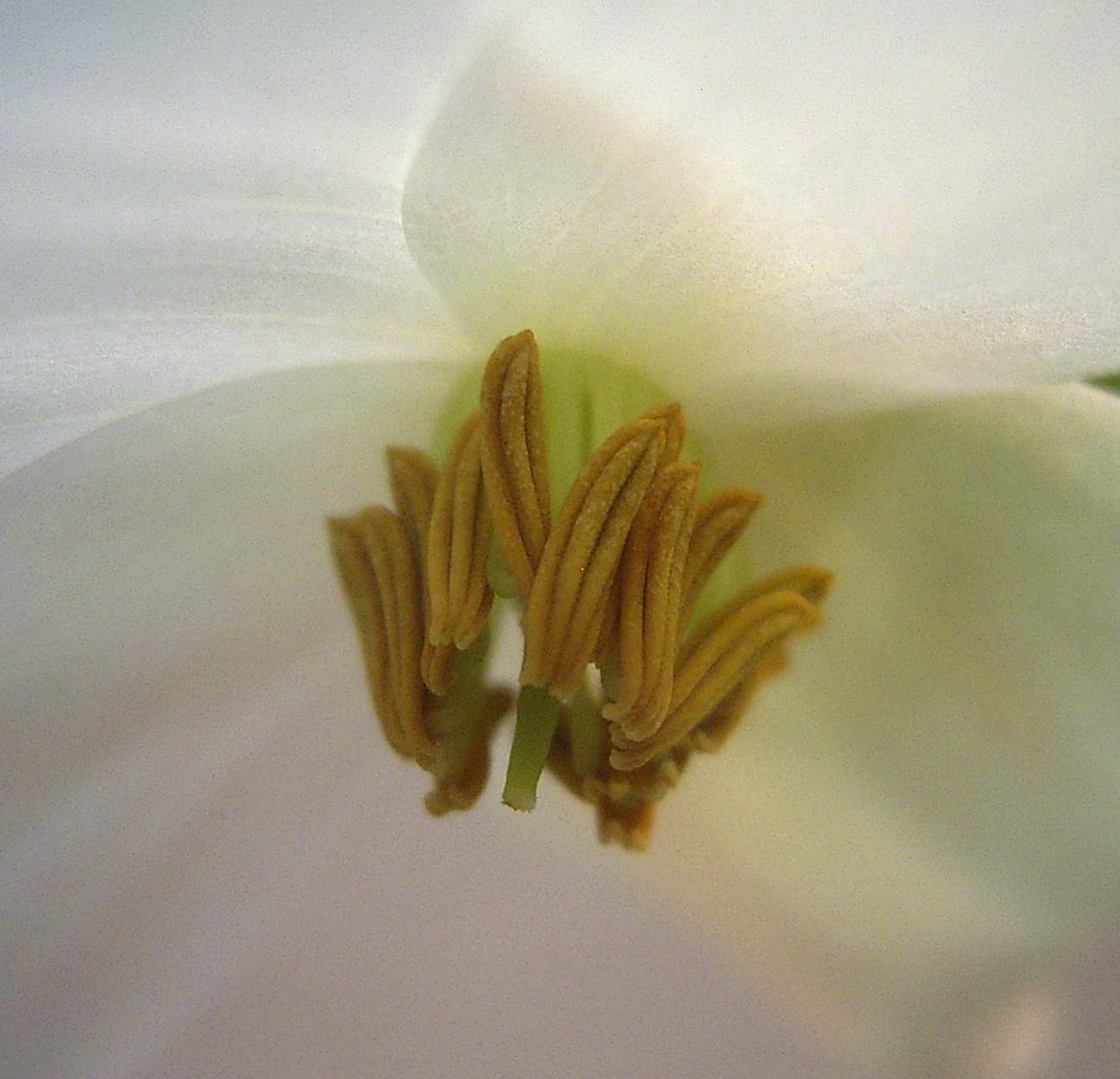
雄蘂と雌蘂の様子

### 捕虫葉の構造
葉はロウトのように上が開いた筒状で、背面には中肋が走り、それ以外に両側にそれぞれ4-6本の葉脈がある。内側中央に互いにより合った2枚の襞が縦に並ぶ。この部分で切り開くと、長披針形になり、この筒は葉の両側の縁が癒合したもののように見える。外側では葉脈に沿って特異的なＶ字状の毛が並ぶ。内側は三部分に区別でき、まず筒の上側では下向きに生えた軟毛が密生する。中央部分では毛がなく、滑らかな面となっている。それより下では下向きの剛毛が密生し、この部分が捕虫部となる。消化液の分泌腺はない。また、葉の先端には耳かき状のさじ状体があり、これはウツボカズラの蓋に対応するような形となっている。その内側はへこんでいて、滑らかな面に大きな蜜腺が分布する。蜜腺はこの部分以外に外面の縦に走る襞と、内側の軟毛が生えた部分にもある。なお、内向き側に並ぶ二列の縦襞には、内側の軟毛部で合着せずに僅かなスリットを開けた部分があり、これは余分な液体を排出する働きを持つと思われる。これは蓋の裏と入り口周辺の蜜腺で昆虫を誘引し、内側上部の軟毛部分で昆虫を落とす構造とみられる。消化液は分泌されず、昆虫の分解はバクテリアによると思われる。蓋は雨を遮るには小さすぎ、消化液を出さないのは雨水による希釈を遮れないためとも見られる。
なお、消化酵素の分泌が行われないことから、本属のものを真の食虫植物と見なさないとの立場もあった。例えばダーウィンは1888年に食虫植物に関する食虫植物に関する最初の幅広い総説を書いたが、その際に本属をこれに含めなかった。これに関してはJaffe et al.(1992)が本属の複数種について検討し、H. tatei がタンパク質分解酵素を分泌することを示した。彼らは食虫植物の定義として虫を「誘引」し、「捕獲」し、「分解」し、「吸収」するための構造と機能を備えることとし、この種がその全てを備える真の食虫植物であるとした。彼らが検討した残りの種はH. nutans、H. heterodoxa、H. minor、H. ionasiiであるが、これらでは酵素の分泌は行われておらず、上記特徴のうちで「分解」の機能を自前では持たない（バクテリアの分解に依存していると考えられる）ものの、それ以外の特徴は有する、としている。

### 名称について
学名は沼地を意味する「ヘロス」と壺を意味する「アンフォラ」を合わせたもので、「沼地の瓶子草」の意である。これは記載者の言であり、後付けの説明ではない。この名称を太陽を意味する「ヘリオス」と壺を合わせたとする説明を見ることがある（例えば近藤、近藤(1972),p.213）が、明らかに間違いである。英語でもこのような誤解があり、そのために本種の英名は sun pitcher plant となっている。

## 性状
根での水分吸収はあまり行わないらしく、栽培下ではほとんど根無しの状態でも生育に変化はない。むしろ葉からの水分吸収が重要で、乾燥した空気にさらすとすぐにしなびる。

## 分布

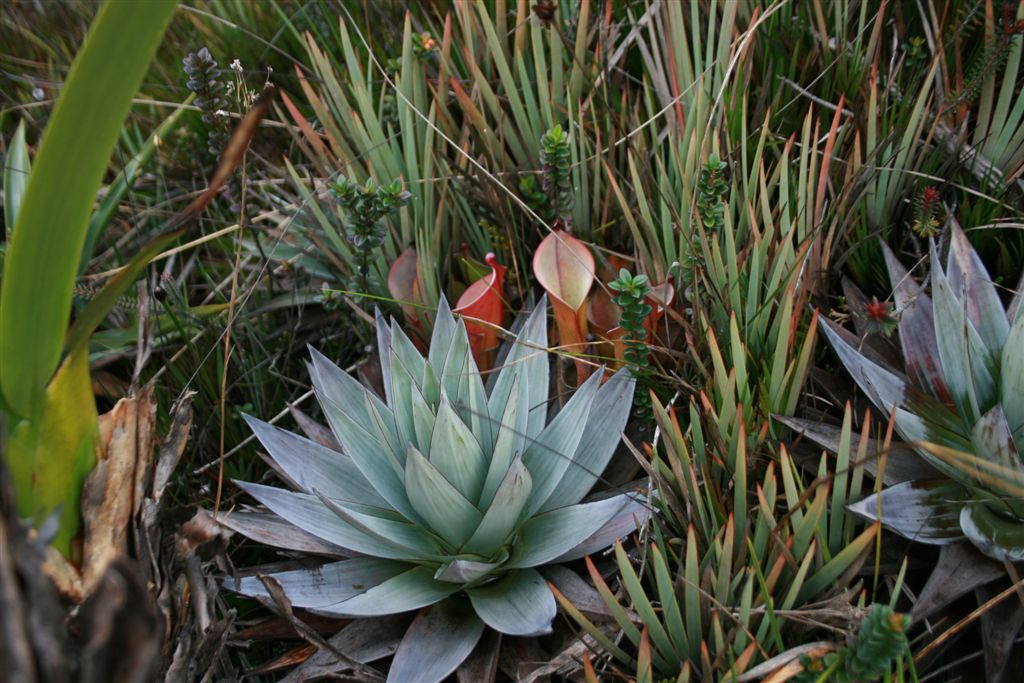
ヌタンス(H. nutans)の自生している様子
ロライマ山

コロンビア東部、ベネズエラ南部、ブラジル北部、ガイアナ、スリナム、フランス領ギアナに跨がる地域の、いわゆるギアナ高地に分布する。熱帯域ではあるが標高が高い（1000m以上に達する）ために高い気温にはならない。

## 発見の経緯
本属の記載は1840年にベンサムによって行われた。それに先立つ1838年、ドイツ系イギリス人のションバーグ兄弟はガイアナ、ブラジル、ベネズエラ3国の国境線測定を目的としてその境界にあるロライマ山の探検を行い、これを踏破し、同時に多数の植物を記録した。この時その山腹の標高1800m付近の沼沢地でタイプ種となったヌタンス(H. nutans)を採集、これが本属の最初の発見となった。彼等は兄のロバートによる詳細なスケッチと共にこれをベンサムに託した。
その栽培は40年後、ロンドンのヴィーチ商会の主、ハリー・ヴィーチが植物採集家として著名であったバークにその採集を依頼したことに始まる。バークはロライマ山でこの植物の生品を採集し、1881年にはチェルシー農場に届けられた。8年後にこの株は開花し、翌1890年にはその原色図を添えて当時のキュー植物園の園長フッカーがこれをボタニカルマガジン誌上で報告した。
1884年にはイム・サーンがロライマ山を探検し、この植物が山頂に近い2400m付近にも産することを報告し、しかし第一次大戦などでこの類の報告は空白となる。1928-29年にアメリカ自然科学博物館がベネズエラ政府の協力の下、アマゾナス州に探検隊を派遣、本属に新たに3新種を報告した。それ以降、更に幾つかの新種が発見され、現在に至る。

## 分類
この属の植物の発見は上記のように古いものではなく、また到達が困難な地域でもあり、種の発見は時間がかかっている。近藤、近藤(1972)では本属の種は6種とされているが、その後に多くの種が発見されている。McPherson et al.(2011)では記載された種が23種と、更に若干の未記載種をあげている。これはサラセニア科の中で最大である。ギアナ高地は多数の小さな高地からなり、それらの間の隔離が著しく、そのために種分化が起こったものと考えられている。
以下、代表的なものをあげる。
- Helianphora
  - H. elongata
  - H. folliculata
  - H. heterodoxa
  - H. hispida
  - H. ionasi
  - H. minor
  - H. nutans
  - H. pulchella
  - H. sarracenioides
  - H. tatei
    - var. neblinae

## 利用
食虫植物として栽培されることがある。ただし上記のように熱帯域の高地の植物で、そのような種にはよくあることであるが、日本では夏の暑さに弱い。温度を下げながら湿度を高める環境作りが必要で、これはやはり高地に産するウツボカズラ属の栽培法に準ずるものである。ただし近年は交配品種も作られ、それらはやや栽培が容易である。
他方、本属の植物は種数こそ多いものの形態的に多様性が低く、またその形態も筒状である以上の面白みは少ないので鑑賞価値は高いとは言えない。